# Onesia robusta
Onesia robusta är en tvåvingeart som först beskrevs av Malloch 1927.  Onesia robusta ingår i släktet Onesia och familjen spyflugor. Inga underarter finns listade i Catalogue of Life.